# Шашава дружина
Шашава дружина (енгл. Looney Tunes) серија је кратких анимираних филмских комедија произведених у америчком студију Warner Bros. од 1930. до 1969. године, која се заједно са сестринском серијом Срећне мелодије сматра најпознатијим остварењем Златног доба америчке анимације. Позната је по томе што се у њој први појавили Душко Дугоушко, Патак Дача, Гица Прасић, Елмер Давеж, Твити, Силвестер, Бака, Јосемити Сем, Петао Софроније, Марвин Марсов, Пепе Ле Твор, Брзи Гонзалес, Тасманијски ђаво, Птица Тркачица, Пера Којот и други најпозантији и најпопуларнији ликови у историји филмске анимације.
Име је добила по раној Дизнијевој серији кратких музичких анимираних филмова Луцкасте симфоније. Испочетка је служила за промовисање музичких композиција на које је Варнер имао права, и то кроз пустоловине ликове као што су Бошко и Бади. Варнеров анимацијски студио је временом стекао изузетан углед, и захваљујући режисерима као што су Текс Ејвери у Чак Џоунс и гласовном глумцу Мелу Бланку. Од 1942. до 1964. Шашава дружина и Срећне мелодије су се сматрали најпопуларнијим кратким анимираним биоскопским филмовима.
„Шашава дружина“ су отада постали светска медијска франшиза на којој се темељи неколико телевизијских серија, целовечерњих филмова, стрипова, музичких албума, видео игара и тематских паркова те се сматрају најважнијом од свих франшиза Ворнера броса. Многи од њених ликова се појављују у разним ТВ-серијама, филмовима и рекламама. Најпознатији од свих ликова Шашава дружина, Душко Дугоушко, се сматра поп иконом и има властиту звијезду на Холивудској стази славних. Неколико филмова из серије Шашава дружина сматра се најбољим анимнираним филмовима икада направљеним, а два (Knighty Knight Bugs у For Scent-imental Reasons) су освојила Оскара.

## Филмографија

### Телевизијске серије
- Нова шашава дружина (2015—2020)
- Авантуре шашаве дружине (2020—2024)

### Филмови
- Свемирски баскет (1996)
- Шашава дружина: Поново у акцији (2003)
- Свемирски баскет: Ново наслеђе (2021)
- Шашава дружина: Велики прасак (2025)